# وبير الملفوف
لوبير الملفوف أو دودة اللهانة القيّاسة أو فراشة الناي الفضي (بالإنجليزية: Cabbage looper) هي حشرة متوسطة الحجم من أسرة الليليات، التي يشار إليها عثة البوم، تأتي التسمية الشائعة (لوبير الملفوف) من النباتات المضيفة وطبيعتها الزاحفة المميزة.تعد الصليبيات هي المضيف الرئيسي للوبير الملفوف مثل الملفوف والملفوف الصيني والقنبيط ومن هنا جاءت الإشارة للملفوف في تسميتها.يطلق على اليرقات اسم اللوبير لأنها تقوس ظهرها في حلقة خلال زحفها.
تفضل لوبير الملفوف الصلبيات كنبات مضيف ولكن يوجد أكثر من 160 نباتاً يمكن أن يكون مضيفات ليرقات لوبير الملفوف. تعد الطور البالغ من وبير الملفوف عثة مهاجرة، حيث يمكن العثور عليها في جميع أنحاء أمريكا الشمالية وأوراسيا، وفي أقصى الجَنُوب مثل فلوريدا وأعلى الشمال مثل كولمبيا البريطانية، يساهم طبيعتها المهاجرة وانتشار النبات المضيف على انتشارها بشكل واسع.
تعد يرقة لوبير الملفوف آفة نباتية ثانوية، وخصوصا للصلبيات حيث أنها لا تسبب ضرراً ملحوظاً، إلا أنه يصعب السيطرة عليها نظراً لانتشارها بشكل واسع ومقاومتها للعديد من المبيدات الحشرية، يبحث العلماء على أساليب عدّة للسيطرة عليها.

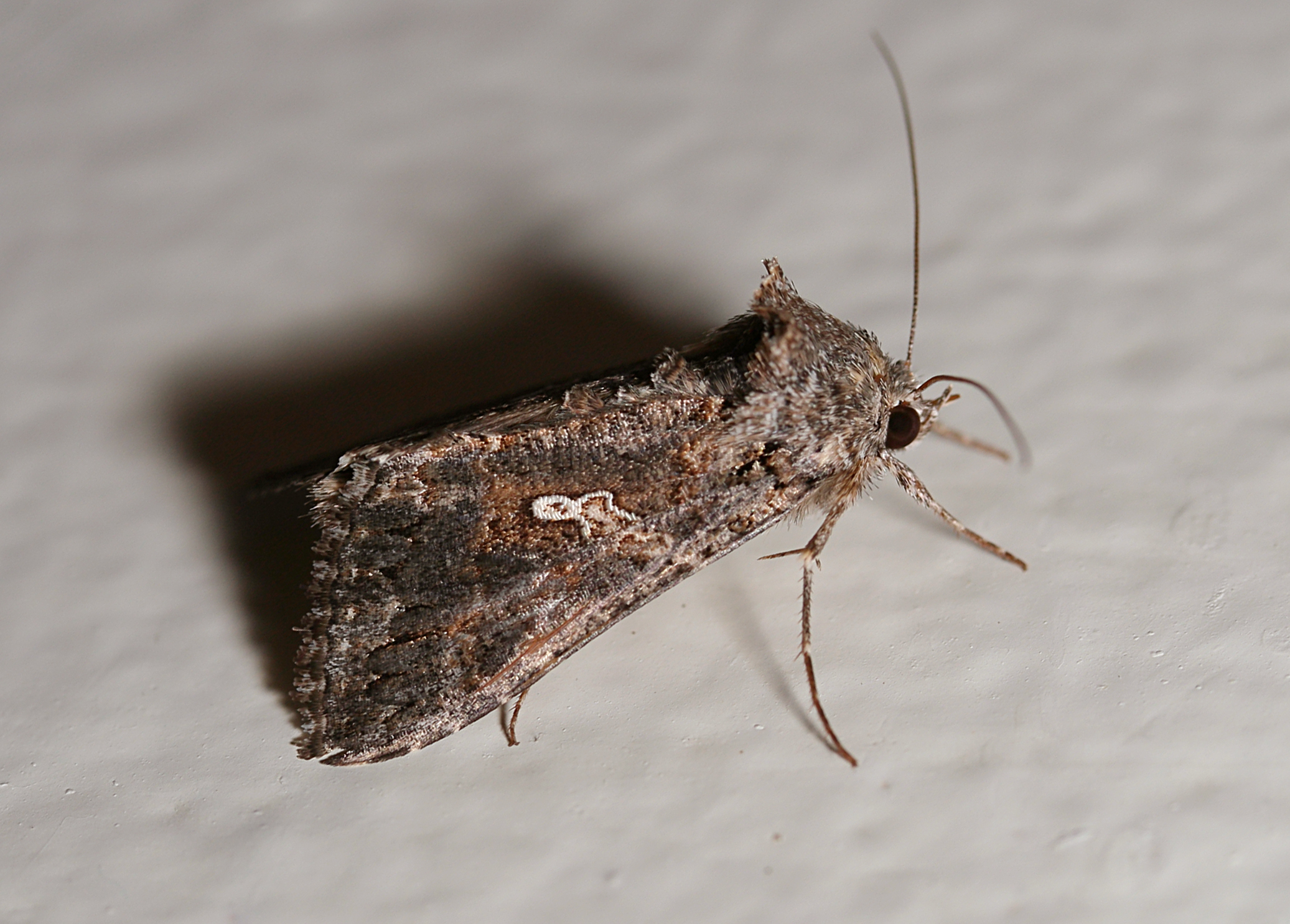
وبير الملفوف

## التصنيف
تعد يرقة لوبير الملفوف نوع من أنواع دودة الملفوف [الإنجليزية]، وهو مصطلح عام لآفة قشريات الأجنحة التي تتغذى بشكل أساسي على الخضار الصليبي التي تتشابه جداً مع بعضها في أن جميعها ملمسها ناعم ولونها أخضر، ولكنها لا ترتبط كثيرا من حيث السلالة، في الواقع لا ترتبط أيا من ديدان الملفوف من حيث السلالة، حيث تنحدر كل منها من سلالة مختلفة.
تنحدر لوبير الملفوف من عائلة الليليات، هي واحدة من أكبر العائلات حرشفيات الأجنحة، التي ترتبط بآفات خضروات أخرى مثل القارضة ودودة الحشد

## التكاثر ودورة الحياة

### التزاوج
تظهر لوبير الملفوف برفع بطنها ونفش أجنحتها عن تصبح جاهزة للتزاوج، ينفش الذكور شعر البطن ويفتح مرساة الأعضاء التناسلية خاصته ويخرج حاملات المنوية جزئيا، ويكشف المزيد من حاملات المنوية تدريجيًا في أثناء انتظارهم للتزاوج، وبناءً على حدوث توافق بين الطرفين، يفحص الوليف المحتمل بطن الطرف الآخر مستخدما الهوائيات، ومن ثم يحدث التزاوج بعد موافقة الطرفين. يحدث التزاوج عمومًا في الثانية صباحا، ولكن لوحظ حدوثه بين الساعة الثانية عشراً والرابعة صباحًا. وغالبًا ما يحدث التزاوج بعد 3-4 أيام من الانبثاق، ولكن يمكن أن يحدث بعدها ب16 يومًا، لا يحدث التزاوج عادة قبل اليوم الثالث من الانبثاق حيث لن يكون اكتمل نمو البيض بعد الانبثاق ويحتاج لبضعة أيام لتنضج.
التزاوج المتعدد إستراتيجية حيث يكون لكل طرف أكثر من تزاوج خلال مدّة حياتها، على عكس التزاوج الأحادي حيث يكون للفرد وليف واحد على مدار حياته، قد يعود التزاوج المتعدد بالفائدة على كلا الطرفين، ولهذا تطورت هذه لإستراتيجية في كثير من الأصناف من ضمنها لوبير الملفوف،
بالنسبة لأنثى لوبير الملفوف تزداد معدلا وضع البيض مع زيادة معدلات التزاوج، وفي المجمل يوضع عدد أكثر من البيض.كان يعتقد أن التزاوج المتعدد ضروريًا لتخصيب كل البيض، لكن أظهرت الدراسات أن تزاوج واحد كفيل لتخصيب معظم البيض، ومن المرجح أن حاملات المنوية توفر المواد المغذية للأنثى التي تحولها بدورها لفائدة تكاثر. وهذا قد يفسر سبب إفراز الذكور للفيرمونات لجذب الأنثى، حيث قد تتحرى الأنثى على حاملات الحيوانات المنوية الغنية بالمواد الغذائية. أما بالنسبة لذكر لوبير الملفوف فإن التزاوج المتعدد لا يؤثر على جودة حاملات
المنوية خاصتهم، واقترح انهم بإمكانهم زيادة فرص التكاثر للحد الأقصى دون أن يؤثر على الخصوبة.

## تمثيل الأدوار الجنسية
تتضمن إستراتيجية البحث عن الشريك التقليدية تنافس الذكور على الإناث التي ترعى ذريتها.ولكن يحدث العكس في كثير من فصائل الحيوانات حيث تتنافس الإناث على الذكور الذين يرعون الذرية، تبديل الأدوار لمختلف الأسباب مثل الظروف البيئية وتوقيت الإخصاب والنسب الجنسية المتحيزة، على سبيل المثال غالبا ما يمد الذكر العناية الأكبر للصغار لأن بعض وضع الإناث للبيضاته تحرص الذكور على تخصيب البيض وألا تنجرف مع تيار المياه. قد يكون الأفضل للإناث وضع المزيد على الاهتمام بالصغار، وتترك للذك ر تخصيب البيض ورعايته. يستخدم وبير الملفوف إستراتيجيات نموذجية للتزاوج عموماً. حيث يتنافس الذكور على الإناث. ومع ذلك يحدث العكس في بعض الأحيان وتسعى الإناث إلى الذكور، وهذا يحدث فقط تحت ظروف انتقاء خاصة، مثل تناقص أعداد الذكور، أو تناقص النباتات المضيفة التي تسبب انحياز في النسب الجنسية للإناث.

### وضع البيض
تبحث الأنثي على النبات المضيف بعد إتمام عملية التزاوج لتضع البيض، بما يعرف بمصطلح بيوضية، يمكن وضع البيض دون عملية التزاوج حتى وان كان بمجرد الانبثاق من الشرنقة ومع ذلك فيكون وضع البيض بعد الانبثاق مباشرة عقيماً، لأن لن ينضج البيض قبل اليوم الثالث من البلوغ، ولذلك فلا تنضج قبل ذلك، يعتمد اختيار النبات المضيف على خبرة اليرقة، التي تعرف بسلوك المضيف المكتسب.ستتجنب العثة وضع البيض فأي نبات مضيف لا تألفه، ولكن ستفضل وضع البيض على نبات مضيف تألفه حتى وإن كان هذا النبات يفرز كيماويات غير مشهية، وهذا يوضح أن اليرقة والعثة تطور تفضيلات للنباتات المضيفة وأن هذا الفصيل بطيء في تحديد سمية النبات، ومن ذلك نستنتج أنه لا تنفر اليرقات من رائحة الكيماويات الغير مشهية. ويتأثر اختيار النبات المضيف أيضا على فضلات الحشرات والمسمى بمخلفات اليرقات حيث يخدم وجوده كمزيل لرائحة الكيماويات للأمهات المحتملات. تشير مخلفات اليرقات لإشغال المكان وذلك يمنع الازدحام.

## دورة الحياة

### البيض
يكون بيض لوبير الملفوف عامة اصفر-وابيض اللون وعلى هيئة قبة، ومزخرفة من الحواف، تبلغ قطرها 0.6 ملليمتر، ويبلغ طولها 0.4 ملليمتر. وغالبا ما توضع مفردة على الجانب السفلي من الأوراق. يمكن أن تضع اربعين إلى خمسين أنثى ما يقارب من 1000-2000 بيضة حية في اليوم الواحد، يفقس البيض الحي بعد حوالي ثلاث أيام، في حين يفشل البيض غير الحي أن يفقس وتنهار في خلال تلك المدة. يُعثر على البيض في الأغلب على الأوراق الكبيرة والأعلى في النبات المضيف، ولم يُفسر وجود البيض على هذه الأوراق بعد.

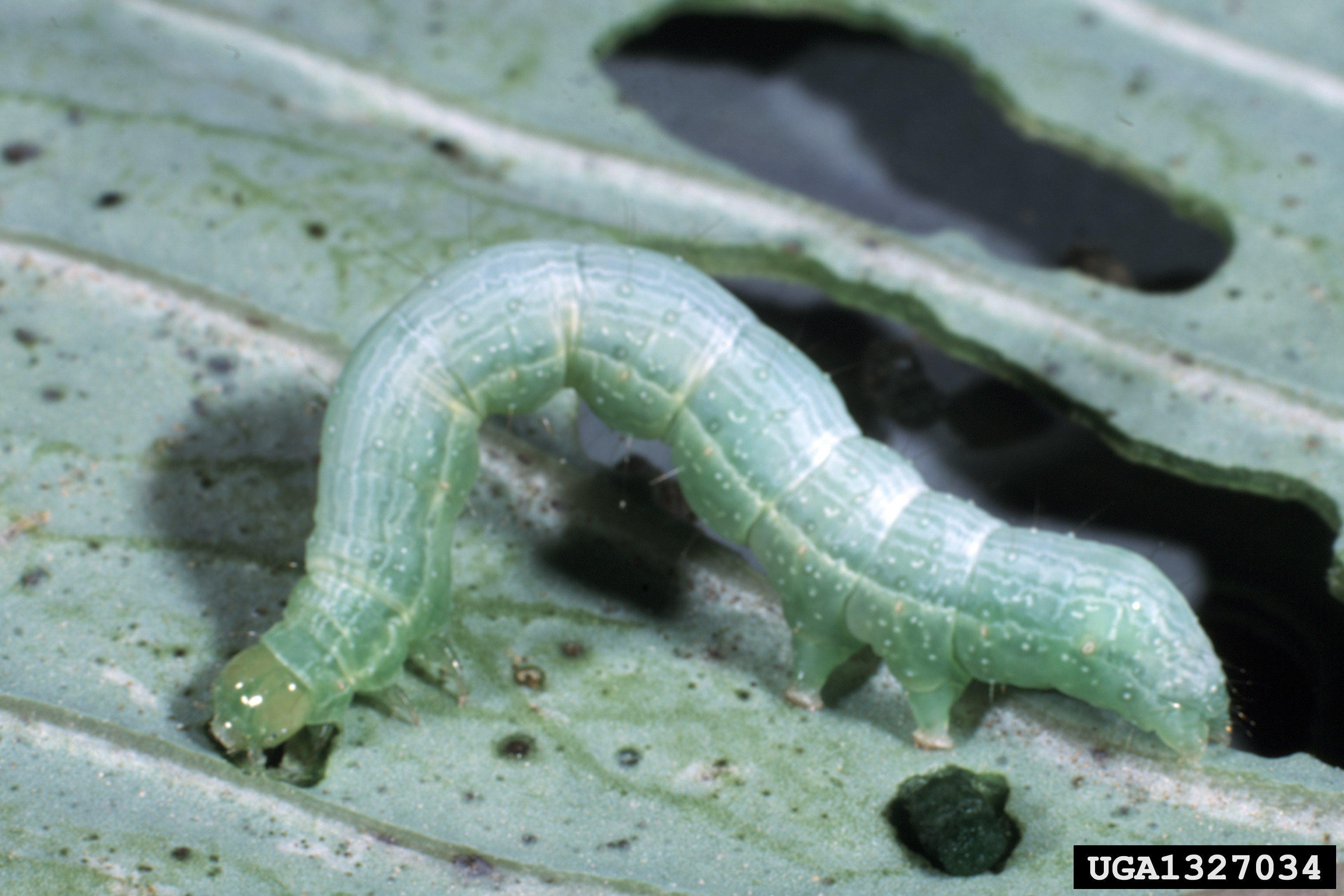
يرقات خضراء

### اليرقات
يرقات لوبير الملفوف هي نوع من ديدان الملفوف التي تكون خضراء اللون مع خط أبيض على الجانب. تكون خضراء ومشعرة قليلا بعد الفقس مباشرة، لتتحول أخضر فقط وتفقد الشعيرات تاركة فقط القليل منها، تُعرف من سلوكها المميز في الزحف حيث تقوس ظهرها في هيئة حلقة في أثناء الزحف تبلغ اليرقات عموما من 3-4 سنتيمترات طولا، ويمكنها التحول إلى أربع إلى سبع أطوار خلال تسع إلى أربعة عشر يوماً، لا تستهلك اليرقات في المجمل الكثير من الغذاء ولكن يزداد استهلاكها للغذاء خلال مدّة حياتها حتى تصل لاستهلاك ثلاث أضعاف وزنها في اليوم.

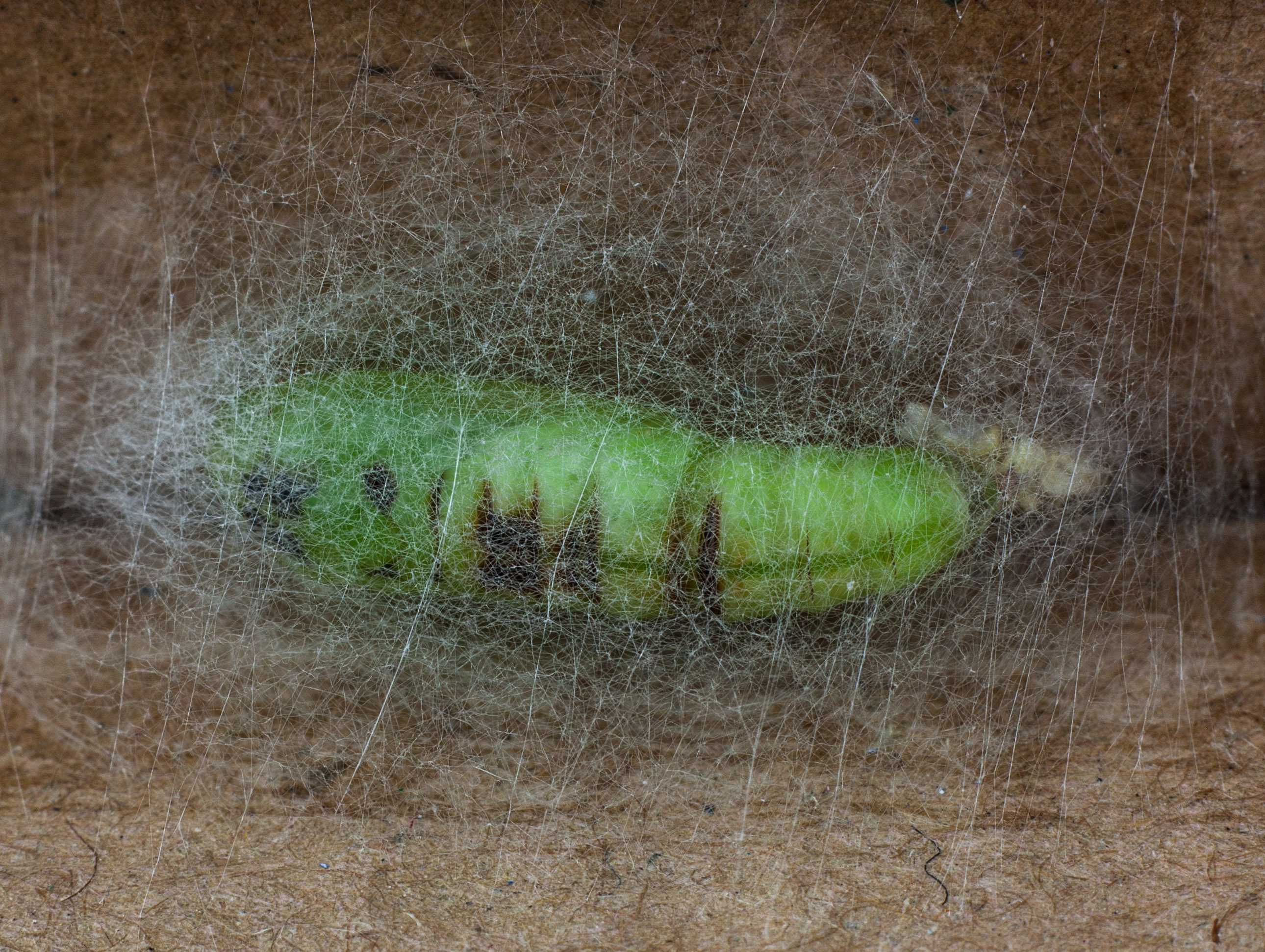
شرنقة وبير الملفوف

### الشرنقة
عند االخادرة تلتصق للجانب السفلي للأوراق لتكون شرنقة حريرية، قد تمتد هذه المدّة لمدة أربع لثلاث عشر يوما، بناءً على درجة حرارة البيئة، وتظهر شرنقة الذكر أكبر من شرنقة الأنثى قليلاً.

### البلوغ
يكون الطور البالغ من لوبير الملفوف رصاصي وبني اللون للجناح الأمامي، والجناح الخلفي بني فاتح. ويبلغ طوله 2.5 سنتيمتر، ويبلغ طول الجناح 3.8 سنتيمتر. وذلك لكونها من عائلة الليليات.
يقضي البالغين ساعات النهار محتماه في النبات المضيف ويبدأ نشاطها قبل غروب الشمس ب ثلاثين دقيقة. يُفرق بين الذكر والأنثى البالغان عن طريق الشعر الناعم الصغير المتواجد على بطن الذكر. يحدث التزاوج بعد ثلاث إلى أربع أيام من التحول، وفي خلال هذه المدة توضع حوالي 300-14 بيضة.
تستغرق دورة حياة لوبير الملفوف من مرحلة البيض إلى مرحلة البلوغ حوالي 24-33 يوما.

### التوزيع والهجرة
يمكن العثور على لوبير الملفوف في جميع أنحاء أمريكا الشِّمالية وأوراسيا، كما توجد في أقصى جَنُوب فلوريدا وأقصى شما كولمبيا البريطانية.
تهاجر سكان لوبير الملفوف في أمريكا الشِّمالية من المكسيك وإلى كندا، ويعتمد ذلك على الفصول، وعموما توجد في المكسيك على مدار فصل الشتاء وجَنُوب كاليفورنيا، حيث تكون درجة الحرارة أعلى من ست عشرة درجة حرارة مئوية (61 درجة مئوية) حتى خلال أيام الشتاء. وعادة ما توجد في الغالب في فلوريدا ولكن تغير الحال لتضائل محاصيل الملفوف، وعندما يزيد دفء المناطق الشِّمالية لأمريكا الشمالية تتحرك لوبير الملفوف تدريجيا لأعلى، وهي تتحرك فقط إذا زادت درجة الحرارة عن 16 درجة سليزية أو 61 د درجة فهرنهايت. خلال فصل الصيف يقل تواجدها في المناطق الجنوبية لارتفاع درجة الحرارة، وتشبه في ذلك سلوك فراشة الملك، تتشابه المجموعات المهاجرة مع الحشرات المتوطنة، حيث يوجد اختلاف جيني بسيط بين السكان الأصلين والمهاجرين من لوبير الملفوف.
يوجد نفس التوزيع المناخي في أوروبا، حيث يمكن أن يوجد لوبير في إنجلترا وجنوب شرق أوروبا.

## درجة الحرارة
يعتمد نمط هجرة لوبير الملفوف غالبا على درجة الحرارة، حيث تؤثر درجة الحرارة في النمو، ويكون التأثير الأكبر لها على الخادرة، حيث تميل الشرنقة لإنهاء التحول إذا نمت في درجة حرارة عشر درجات سليزيوس أو خمسون درجة فهرنهايت. حتى وان تحولت عن درجة حرارة عشرة مئوية لأثني عشرة درجة سليزية وما يقابلها أربعة وخمسون درجة فهرنهايت تقريبا، فتصبح مشوهة. تطور في بعض الأحيان طورا إضافياً. في درجة حرارة أعلى من 35 درجة سليزية تسبب تشوهات جسمية للبالغين، مثل ضعف نمو الجناح، التزاوج والطيران يتأثر سلبيا بدرجات الحرارة أعلى من 32 درجة سليزية (80.6) فهرنهايت وأقل من 16 درجة سليزية، مما يفسر هجرة لوبير الملفوف شمالا عند ارتفاع درجة الحرارة عن 16درجة سليزية. يزداد الوقت المنصرم بين نداء الأنثى واستجابة الذكر بزيادة درجة الحرارة، ولكن إذا وصلت درجة الحرارة إلى 27 درجة سليزية تزداد معدلات التزاوج، وفي نفس التوقيت يقل طول مدّة وضع البيض ويحدث فقس البيض عند 32 درجة سليزية. لا يتأثر الجنين، حيث له قدرة على التطور في درجة حرارة 10 درجة سليزية حتى عند 40 درجة سليزية (104) فهرنهايت، وبالرغم من تطوره فلن تكون قادرة على الفقس. ولا تؤثر درجة الحرارة على الخلايا العصبية لمستقبلات الفيرمونات الحساسة.

## النباتات المضيفة
تستطيع حشرة لويبر الملفوف أن تقيم وتتغذى على أكثر من 160 نوع مختلف من النباتات المضيفة.يرجع التنوع الكبير للنباتات المضيفة لحشرة لويبر الملفوف إلى قدرة الغدد اللعابية على التعبير بشكل مختلف بناءً على النبات المضيف. على سبيل المثال، تتضمن إستراتيجية الدفاع لنبتة الملفوف والطماطم على مركبات مختلفة، يتأقلم لوبير الملفوف عن طريق تنظيم الجينات المناسبة.تسمح استجابة الغدد العالية بمرونة كبيرة لاختيار النبات المضيف. تفضل حشرة لوبير الملفوف الصليبات كنبات مضيف مثل الملفوف والقنبيط لسرعة نموها على تلك النباتات نتيجة المغذيات أو اختلاف المواد الكيميائية. يمكن لنبات التبغ أن يصبح نباتاً مضيفا لوبير الملفوف، ولكنه غير مفضل نتيجة التعلك، وهو إنتاج مادة علكية في بعض النباتات، وتكوين التراكومنات وهي زوائد تشبه الشعيرات، التي تضر اليرقات الصغيرة، ولكن اليرقات الأكبر تكون مقاومة لمثل هذه الإستراتيجيات الدفاع.
يمكن أن يعتمد عدد اليرقات الموجودة على النبات على مدى نضج النبات. الملفوف الذي ينضج مبكراً يكون أقل جاذبية للحشرات، في حين أن الملفوف الذي بدأ بتكوين الرأس هو الأكثر جاذبية. لا يوجد تفضيل معين بين نباتات الصليبية عموما، مثل الكرنب على الملفوف أو القنبيط على براعم بروكسل.يظهر تفضيل حشرة لوبير الملفوف الوحيد تجاه الملفوف الأحمر كمضيف نباتي، لوحظ مؤخراً أن ضعف اليرقات يوجد على أوراق الملفوف الأحمر مقارنة بعدد اليرقات الموجودة على أوراق الملفوف الأخضر.وهذا وإن دل هذا على شيء فإنه يدل على أن تفضيل حشرة اللوبير للنبات المضيف لا يعتمد على الفصيل ولكن يعتمد على ارتفاعه أوراقه.

### الانجذاب للروائح
تستشعر حشرة لوبير الملفوف روائح النباتات لتحديد مصدر المواد الغذائية والنباتات المضيفة المناسبة لوضع البيض، وبذلك تزيد فرص البقاء والتكاثر.تستجيب الإناث المخصبة لرائحة النبات بصورة أسرع من الإناث غير المخصبة ونظائرها من الذكور. وقد يرجع سرعة الاستجابة لاحتياج الأنثى المخصبة إلى نباتات مضيفة لتزويدها بالطعام ومكان لوضع البيض، بينما تحتاج الإناث غير المخصبة النباتات لتزويدها بالغذاء فقط، وبذلك تكون للإناث المخصبة دوافع أكبر للحصول على نبات المضيف. تنجذب حشرة الملفوف إلى المركبات الزهرية.
- فينيل أسيتالداهيد
- ساليسيلات الميثيل
- كحول الفينيثيل
- بنزألدهايد
- كحول بنزيلي
- خلات البنزين
- ميثيل2-ميثوكسي بنزوات

على الرغم من أن فينيل اسيتالدهيد هو أكثر ما يجذب حشرة لوبير الملفوف، الا أنه ينجذب أكثر لمزيج الروائح عن انجذابه للفنيل اسيتالدهيد وحده.

### الفيرمونات

#### التخليق الإحيائي
مثل كل تفاعلات التخليق الفرموني الأخرى، يبدأ إنتاج فرمونات الأنثى لوبير الملفوف بتخليق أحماض دهنية كربونية تتكون من 16 و18 ذرة كربون، ويتبع ذلك عدم تشبع وتقصير في السلسلة بمقدار 2 أو4 ذرات كربون، وفي النهاية يقلل الأحمض ويرتبط بالأستيل ليكون خلات الأسيتات. وتكون النتيجة هي مزيج بنسب ثابتة من مركبات الفرمونات الأنثوية المختلفة. وتتغير هذه النسب بشكل كبير بسبب طفرات في بروتينات تقصير السلسلة، ويدل ذلك على اهمية خطوة تقصير سلسلة الأحماض لتحديد نسبة الهرمونات في المزيج النهائي.
لا تتدخل الهرمونات في تنظيم افراز الفرمونات في بعض فصائل الحشرات مثل لوبير الملفوف، ولكن تتوافق بروتينات خاصة مع مرحلة تطور الغدة التي تفرز الهرمون، تفتقر الغدة غير مكتملة النمو لعديد من الانزيمات المهمة لتخليق الفرمونات، مثل إنزيم الحمض الدهني وانزيم تحويل الأستيل، ولهذا لا يستطيع لوبير الملفوف إنتاج الفرمونات قبل مرحلة البلوغ. يتم أنتاج الفيرمونات باستمرار عند التطور الكامل للغدد الفيرمونية في مرحلة البلوغ

#### فيرمونات الذكور
- د- لينالول
- م-كريسول
- ف-كريسول

على الرغم من انخراط الذكور في البحث عن الرفيق أكثر من الإناث، إلا أنه ذكور لوبير الملفوف أيضاً تنتج الفرمونات من رؤوس الشعر الموجود في منطقة البطن، تتواجد مزيجات مختلفة للفرمونات وتعمل كميزة تنافسية في عملية التزاوج، نظراً لإنجذاب الإناث لمكون معين أكثر من غيره.يعتقد أن الكوريسول هاماً لجذب الأنثى بينما يتواجد اللينول في الروائح الزهرية التي تجذب للأفراد التي تبحث عن مصدر الغذاء، يكون الذكور أكثر جاذبية بالقرب من النباتات المضيفة، حيث تعزز رائحة النبات جاذبية فرمونات الذكر، ويساعد هذا الأنثى على اختيار الشريك المناسب، من المرجح أن تعزز الذكور برائحة النبات في تواجدها بالقرب من النبات المضيف، فقد يكون افراز فرمون الذكور مرتبطاً بسلوك البحث عن الغذاء، حيث ينجذب كلا من الذكور والأناث إلى فرمون الذكر أكثر في مرحلة الجوع.
من المحتمل جداً صحة هذا النمط على الرغم من عدم وجود أدلة تكفي لإثبات إطلاق الذكور للفرمونات استجابة لرائحة النبات المضيف، ويرجع ذلك لنقص الأدلة إلى اختيار النبات المضيف أو اعدادات التجارب.

#### فيرمونات الإناث
- خلات cis-7-dodecenyl
- خلات cis-5-dodecenyl
- 11-دوديسينيل أسيتات
- cis-7-tetradecenyl acetate
- cis-9-tetradecenyl acetate[31]
- أسيتات دوديسيل

يتميز لوبير الملفوف من حيث إطلاق كلاً من الإناث والذكور للفيرمونات في سبيل الحصول على شريك، بشكل عام تطلق الإناث الفيرمونات من أطراف منطقة البطن، ويسعى الذكور إلى تحديد الإناث. تصبح الإناث أكثر جاذبية بالقرب من النباتات المضيقة، وقد يعزي ذلك لأن الإناث تطلق المزيد من الرائحة بالقرب من النبات المضيف، على الرغم من عدم وضوح سبب حث النباتات المضيفة الإناث لإفراز الفرمونات. إلا أن يساعد هذا الحث على تقليل الوقت المنصرم في البحث عن الشريك وتزيد فرص التزاوج، عادة ما تنجذب إناث لوبير الملفوف الذكر، حيث لدى الإناث الكثير لتخسره فإضاعة الوقت في البحث عن الرفيق

#### التعقب
تمتلك حشرات لوبير الملفوف عصب مستقبل شمي على هوائياتها للكشف عن الفيرمونات، تتواجد الخلايا العصبية على وجه التحديد في بنيتين حسيتين تسمى السنسيلا التي تختلف في الطول وكثافة المسام. تحتوي حلقات الذكور على نوعين من الخلايا العصبية واعتماداً على السنسيلا الموجودة، تتكشف الخلايا العصبية الفيرمونات الأنثوية عند الحساسيات المختلفة لكل من الفيرمونات الستة، وتكون الخلايا العصبية أشد حساسية للمكون الرئيسي لمزيج الفرمونات الأنثوي وهو خلات cis-7-dodecenyl والإشارة المثبطة للذكر cis-7-dodecenol، وجود مادة cis-7-dodecenyl acetate هاماً جدا لاستجابة الذكر لفيرمون الإناث، حيث أنه يشكل ما يقرب من 80% من المزيج الكلي. تحتوي منطقة قاعدة الهوائيات على الخلايا العصبية لمستقبلات أكثر من النهايات، حيث أنها أقل عرضة للضرر، مما يدل على أهمية الكشف عن الهرمونات. لم يُستدل على سبب تعقب الخلايا العصبية للمركبات المثبطة، ولم يُثبت إفراز الإناث لهذا المركب. حيث يعتقد على وجوده بنسبة بسيطة في مزيج الفرمون الأنثوي ولم يتمكن من الإستدلال عليه بواسطة المعدات المعملية. لا تثير اللإشارة المثبطة إلا استجابة عند إرسالها بجانب الفيرمونات الأنثوية لتجنب خلط الإشارات من الأنواع الأخرى، ويقترح أن لا يمكن الإستدلال عليه في مزيج فرمونات الإناث ولكن له دورا هاما في تعقب الإناث.
تستطيع الخلايا العصبية التعرف على cis-7-tetradecenyl acetate and cis-9-tetradecenyl acetate ولكن لا توجد خلايا حسية متخصصة للفيرمونات الثلاث الأخرى، ولكن فضلاً عن ذلك تحفز الفيرمونات الثانوية الخلايا العصبية، وذلك بسبب الامتزاج الجزئي وغياب واحد أو اثنين من الفيرمونات الثانوية لا يؤثر عل تحفيز مستقبلات الذكور.

#### الأعداء

##### المفترسات
يفترس الحيوانات المفترسة العامة مثل العناكب والنمل والدعسوقيات بيض لوبير الملفوف واليرقات، تزيل مايقرب من 50% من البيض و25% من اليرقات في غضون ثلاثة أيام. تفترس حشرة سيدة الخنافس أعلى استهلاك[35]. يتضمن المفترسات الشائعة ليرقات لوبير الملفوف حشرة اورياس تريستيكولار وحشرة نابيس امريكوفيراس وحشرة جيكوريس بالنز[36].

##### الطفيليات
يواجه لوبير الملفوف كثير من الطفيليات، وأشهر تلك الطفيليات هي ذبابة تاكينيد، أضهر إحدى الدراسات أن 90% من اليرقات المصابة بالطفيليات كانت بسبب زبابة تاكينيد. غالبا ما تتطفل في أواخر أيام الخريف والشتاء بالرغم من قدرتها على التطفل على مدار العام. يتعرض لوبير الملفوف إلى أكثر هجوم من الطفيليات في طوره الثالث أو الرابع. حيث تكون في مرحلة مبكرة من طور اليرقات بما يكفي، ويكون لليرقات الذبابة الوقت الكافي للتغذية والنمو قبل أن يمنع التشرنق الظهور الطفيليات ومتأخراً بما يكفي لتدعم الديدان اليرقات.تُثار عملية وضع البيض في الطيران بسبب ضرب اليرقة لإطاحة الذباب، بصرف النظر إن أصيبت اليرقة بالطفيليات بالفعل أم لا، وكنتيجة لذلك يتم التطفل على اليرقة بشكل مفرط، والسيطرة عليها وقتل اليرقات الأصغر خلال عملية وضع البيض، تلصق الحشرة الأم بيضة الذباب على المضيف مما يساعد اليرقات على اللجوء على يرقة حشرة لوبير الملفوف حيث تقيم حتى اليوم الثالث وتشق قطعاً في الخلف وتأكل طريقها للخروج من يرقة حشرة لوبير الملفوف[38].

##### الأمراض
تتعرض عثة الملفوف للأمراض الفيروسية مثل نيكليوبوليهيدوفايروس، وهي عدوى فيروسية طبيعية ومضيفها الطبيعي حرشفيات الأجنحة ومفصليات الأرجل وغشائيات الأجنحة، وتنحدر من عائلة الفيروسات العصوية، ونوع ألفاباكوفيروس، ويبلغ طول الجين الخاص به إلى 80 - 1[39]80kb.يستخدم هذا الفيروس في تصنيع المبيدات الحشرية لوبير الملفوف، تتنوع أنواع هذا الفيروس كثير منها فصل من لوبير الملفوف ولبير الفالفا، يختلف الفيروس في شراسة وشدة العدوى، فعلى سبيل المثال مستعمرات فيروس AcMNPV أشد عدوى من مستعمرات فيروس TnSNPV في الطور الأول حيث تنتج أجسام انسدادية فيروسية أكثر، مثل هذه البروتينات تحمي الفيروس وتزيد مدة العدوى[40]. يكون فيروس TnSNPV الأكثر ضرراً في الأطوار الثالثة والرابعة من لوبير الملفوف. تؤثر الفيروسات تأثيراً ضاراً بالتطور كتأخير النمو وتقليل عدد إنتاج البيض وتقليل عدد فقس البيض. تقل تلك التأثيرات إذا أُصيبت اليرقة خلال طورها الخامس، موضحاً أن كلما أبكرت العدوى أصبحت أكثر ضرراً[41].
تنحدر العصوية التورنجية من عائلة البكتيريا الايجابية الغرام وفصيلة متينات الجدار الذي غالبا ما يستخدم لصناعة المبيدات الحشرية الحيوية لعديد من الحشرات من ضمنها لوبير الملفوف حيث تقلل من معدلات النمو وانقاص وزن [42]اليرقات، كما أوضحت حشرة لوبير الملفوف مقاومة لها، خاصة لسمية Cry1Ac، بسبب الصبغ الجسدي المقابل المتنحي[43]، كما انه غير واضح تمام أي جين يسبب مقاومة الموروثة، توجد أدلة قوية تدعم نظرية العلاقة بين تحور في انزيم ناقل جدار ABCC2 ومقاومة الفيروس[44]، أظهرت نظرية أخرى أجريت على مجموعة متطورة من الدفيئة من حشرة لوبير الملفوف المقاومة للفيروس تظهر تثبيط في انزيم الأمينوبيبتيداز N،APN1 وهو سبب المقاومة[45].

#### التفاعل مع البشر

##### تلف المحاصيل
تتشابه حشرة لوبيير الملفوف مع العثة ذات الظهر الألماسي في كونها أكثر الآفات المستعصية لنبات الملفوف. تقتات اليرقات تاركة ثقوب واسعة في الجانب السفلي للورقات وتلتهم رؤوس نبات الملفوف النامية.تاركة مخلفات دبقة تلوث النبات، كما تقتات على أوراق عدد لا يحصى من النباتات المضيفة غير الملفوف. وعلى الرغم من كونها آفات ضارة إلا أنه يمكن التعامل معه، على سبيل المثال بذور النبات يمكنها الصمود لحشرة لوبير المفوف، ولكنها تصبح ضارة بمجرد ما يبدأ النبات في نمو وتكوين الرأس[2]. تنبع السمعة السيئة لهذه الآفة من قدرتها على غزو مختلف المحاصيل وزيادة صعوبة التعامل معها. بسبب زيادة مقاومة حشرة لوبير الملفوف للمبيدات الحشرية الحيوية والصناعية[1] [51].

##### المعالجة

###### شراك الفيرمونات الجنسية
الكثير من البحوث المكثفة على فيرمونات حشرة لوبير المفوف لهدف تطوير فخاخ للإمساك بالعثة. تتضمن البحوث المبدأية على فصل الهرمون الأنثوي للتعرف على مكوناته وامكانية مضاعفة الهرمون الأنثوي صناعياً. واستطاع العلماء تطوير نسخة مصنعة تعمل حيويا مثل الشكل الطبيعي من الفرمون[52]. يُستخدم الفيرمون الجنسي الأنثوي المصنع مع فخاخ ذات إضاءة سوداء لدراسة حشرة لوبير الملفوف في أماكن مختلفة في أنحاء الولايات المتحدة[15]. طُور أيضا الفيرمون الذكوري ووُجد أنه فعال في جذب كلاً من الذكور والإناث من حشرة لوبير الملفوف. فمزيج فرمونات الذكورة يساعد في محاصرة كلاً من الإناث التي تبحث عن ذكور للتزاوج والأفراد التي تبحث عن مصدر التغذية[27]. أوضحت مزيد من التجارب أُجريت في أريزونا أن الشراك ذات الإضاءة السوداء التي تحتوي على الفيرمونات غير فعالة في السيطرة على حشرة لوبير الملفوف، فقد تمكنت من الفخاخ من أسر بعض الذكور مما أدى لتقليل عدد عمليات التزاوج وتقليل عدد البيض الموضوع، ولكن لم يكن له تأثيراً فعالًا لاستخدامه كمبيد حشري، كما تتطلب معايير الزراعة محاصيل خالية من الحشرات بشكل أساسي[53].

##### المبيدات الحشرية
يسعى العلماء للبحث عن طرق للسيطرة على لوبير الملفوف، بما يسمى بسباق التسلح التطوري، حيث في نفس الوقت الذي يسعى فيه العلماء لتطوير طرق للسيطرة على حشرة لوبير الملفوف هي بدورها تطور مقاومة لمحاولات السيطرة تلك. بالرغم من كون المبيدات الحشرية فعالة نسبياً إلا أن مُنع الكثير منها نظراً لسميتها[54]. يوجد استثناءاً واحداً من هذا الكمين، حيث أظهرت الدراسات فاعيلية المبيد الحشري البيريثيرويد في القضاء على بيض حشرة لوبير الملفوف كما يسمح باستخدامه في الولايات المتحدة[55]. واكتشفت بعض المصادر الأخرى فاعيلية استخدام المبيدات البيلوجية على سبيل المثال أظهرت استخدام الفيروسات متعددة السطوح فاعليتها، ولكن لسوء الحظ يصعب السيطرة على الكميات الكبيرة من الفيروس ولذلك فهو خيار غير مجد[56].
يعد استخدام مزيع من المبيدات الحشرية المصنعة مع المبيدات الحشرية معاً فعالاً في السيطرة عل مجموعات حشرة لوبير الملفوف والحد من تطور مقاومتها للمبيدات الحشرية، ولكن لازال يتطلب استخدام الكيماويات السامة[57]. حاليا يعد استخدام رش البكتريا العصوية التورنجية أفضل خيار، مع إضافة فيروس NPV يضيف ميزة اضافية[2] [58]. ولكن حشرة لوبير الملفوف تطور مقاومة متزايد للبكتريا العصوية التورنجية. ومع ذلك أظهرت الدراسات الحديثة أن مقاومة حشرة لوبير الملفوف للبكتريا العصوية التورنجية تساوي ضعف تعرضها لفيروس NPVs، والذي يضيف رؤية حول أساليب التحكم البيلوجية الجديدة[59].

##### الاستخدام في الأبحاث
تستخدم تقنية تعبير جدار خلية الفيروسات العصوية لإنتاج كميات كبيرة من البروتينات المطلوبة.وهذا تستفيد من قدرة الفيروسات العصوية لادخال جينات في الخلايا المستهدفة لإنتاج بروتين تعبيري لهذا الجين[60]. طُور العديد من خلال الحشرات إلى خلايا خطية مثل ذباب الفاكهة والناموس والدودة القز، وخلايا لوبير الملفوف تُستخدم أيضا لتطوير خط خلية. و أساسيا يرجع ذلك لسرعة معدلات نموه و قلة الاعتماد على حشرة الهيموليمف في المنتصف[61]. عُدل خط خلية لوبير الملفوف جينيا لينموفي بيئة خالية من المصل. على الرغم من أنه قد يساعد خلية الحشرة على النمو. وهي تقنية مكلفة تعيق العمليات التجريبية التالية وكنتيجة لذلك تطور خط الخلية لإنتاج مصل بشكل متفرد يعني أن خط الخلية يمكن أن يُستخدم لإنتاج فيروسات وبروتينات بطريقة أقل تكلفة وأكثر فاعلية وإنتاجاً.[62].